# Deutsches Meisterschaftsrudern 1937
Das 50. Deutsche Meisterschaftsrudern wurde 1937 in Leipzig ausgetragen. Erstmals waren auch zwei Frauen-Rennen Teil des Wettkampfprogramms, diese wurden als „Reichssieger-Wettbewerbe“ ausgetragen. Die beiden Rennen wurden in den Disziplinen Doppelvierer mit Steuerfrau sowie im Doppelvierer mit Steuerfrau (Stilrudern) ausgetragen. Bei den Männern wurden wie im Vorjahr Medaillen in sieben Bootsklassen vergeben. Somit fanden insgesamt neun Entscheidungen statt.

## Medaillengewinner

### Männer
| Bootsklasse            | Gold | Silber | Bronze |
| ---------------------- | --- | --- | --- |
| Einer                  | Franz Westhoff (Berliner RC) | Willi Kaidel (Schweinfurter RC Franken) | Paul Seedorff (Tangermünder RC von 1906) |
| Doppelzweier           | Rgm. Berliner RV Allemannia / Schweinfurter RC Franken Willi Kaidel Joachim Pirsch                                                                             | Rgm. Frankfurter RG Germania / Frankfurter RC 1884 Karl Timpe Eduard Paul                                                                                      | RC Favorite Hammonia Kurt Schultz Helmut Böckmann                                                                                              |
| Zweier ohne Steuermann | Hannoverscher RC von 1880 Hans Meyer auf der Heide Friedrich Melching                                                                                          | RG Victoria Berlin Karl-Heinz Götschmann Kurt Weitzel | Berliner RK Hellas Willi Tietz Friedrich Devantier                                                                                             |
| Zweier mit Steuermann  | RV Friesen Berlin Gerhard Gustmann Herbert Adamski Günter Holstein (Stm.)                                                                                      | Berliner RK Hellas Willi Tietz Friedrich Devantier Arthur Wirtz (Stm.)                                                                                         | Keine weiteren Boote angetreten. |
| Vierer ohne Steuermann | ETuF Essen Werner Immand Georg Schmid Karl Seuser Ernst-August Großkopf                                                                                        | Erster Breslauer RV Gerhard König Hans Urbach Peter Schirmer Günther Matthes                                                                                   | RG Wiking Berlin Gerd Völs Werner Loeckle Hans-Joachim Hannemann Herbert Schmidt                                                               |
| Vierer mit Steuermann  | Rgm. RG Wiking Berlin / TG in Berlin Wilhelm Ewerth Heinz Kaufmann Erich Knorr Walter Kaps Wilhelm Mahlow (Stm.)                                               | Rgm. RV Friesen Berlin / Berliner RG von 1884 Helmut Benz Alfred Birkigt Gerhard Gustmann Herbert Adamski Günter Holstein (Stm.)                               | Berliner RC Eberhard Kösling Walter Fuglsang Herbert Buhtz Walter Volle Friedrich-Wilhelm Schüffler (Stm.)                                     |
| Achter                 | Berliner RC Eberhard Kösling Walter Fuglsang Georg Jakstat Fritz Braunsdorf Joachim Charlé Walter Volle Herbert Buhtz Erich Buschmann Carlheinz Neumann (Stm.) | Frankfurter RG Germania 1869 Heinrich Kaufmann Gustav Kämpf Oskar Glock Willi Haas Alfred Jung Rudolf Foß Ludwig Rumbler Theo Hüllinghoff Ernst Schäfer (Stm.) | Mainzer RV von 1878 Heinrich Wegener Karl Schubert Georg Boller Oskar Fischer Hans Faber Karl Braun Hans Menz Hans Mink Karl Wasserfuhr (Stm.) |

### Frauen
| Bootsklasse                              | Gold | Silber | Bronze |
| ---------------------------------------- | --- | --- | --- |
| Doppelvierer mit Steuerfrau              | 1. Frauen-RC Hannover 1928 Ilse Meyer Gusta Müller Sofie Müller Gretel Bischoff Lotte Würstmacher (Stf.) | Ruderclub Obotrit von 1871 Ursula Langefeld Ruth Mecklenburg Irmgard Brauns Ingeborg Metz Barbara Ribbeck (Stf.) | BSG Rvg. Allianz Berlin-Grünau Edith Wetzel Gerda Lienow Hanna Böhnke Hildegard Mahnkopf Liselotte Gramberg (Stf.) |
| Doppelvierer mit Steuerfrau (Stilrudern) | RG Wiking Leipzig Hertha Gutzschebauch Edith Mittmann Traude Maul Ilse Fehse Louise Machalup (Stf.)      | RV Rückertschule Berlin-Schöneberg Ursula Friese Ilse Brandt Herta Nordhausen Ruth Franck Johanna Müller (Stf.)  | Berliner RC Aegir Irma Strübing Herta Markhoff Gerda Kuhnke Hildegard Schmidt Lieselotte Böhr (Stf.)               |